# Phoma aquilina
Phoma aquilina är en lavart som beskrevs av Sacc. & Penz. 1882. Phoma aquilina ingår i släktet Phoma, ordningen Pleosporales, klassen Dothideomycetes, divisionen sporsäcksvampar och riket svampar.   Inga underarter finns listade i Catalogue of Life.